# ICHEC Brussels Management School
Die ICHEC Brussels Management School, auch: Institut Catholique des Hautes Études Commerciales, ist eine katholische Wirtschaftshochschule in Brüssel, Belgien. 
Die Hochschule wird der Französischen Gemeinschaft Belgiens zugeordnet und gehört zum Netzwerk der Haute École groupe ICHEC – ISC Saint-Louis – ISFSC. Sie wurde 1954 als Institut Catholique des Hautes Études Commerciales gegründet und ist mit der katholischen Religion verbunden. 
Die Hochschule ist AACSB-akkreditiert und für die Ausbildung eines Chartered Financial Analyst durch das CFA Institute anerkannt. Eingangsvoraussetzung für die Studienprogramme sind ausreichende Sprachkenntnisse in mindestens drei Sprachen. Es findet eine Zusammenarbeit mit der Université catholique de Louvain und Université libre de Bruxelles sowie der Louvain School of Management statt.

## Studienprogramme
- Bachelor / Master in Business Management
- Master in International Business Management
- Bachelor / Master in Business Engineering
- Master – Business Analyst
- Master in  Management Sciences
- Master in Business Engineering